# تصویب‌نامه انجمن‌های ایالتی ولایتی

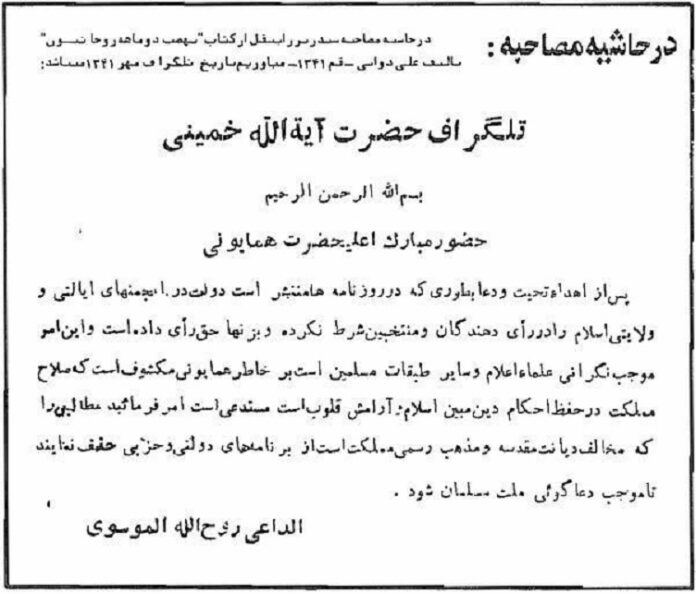
تلگراف روح‌الله خمینی به محمدرضا پهلوی و اعتراض به حق رای و کاندیدشدن زنان و پیروان سایر ادیان

تصویب‌نامه انجمن‌های ایالتی و ولایتی در دوره نخست مجلس شورای ملی به منظور تشکیل انجمن‌های ایالات و ولایات به تاریخ اول خرداد ۱۲۸۶ هجری خورشیدی، در ۱۲۲ ماده به تصویب رسیده بود. از اواسط سال ۱۲۸۵ هجری خورشیدی، این انجمن‌های رسمی در ایالتی و ولایتی به وجود آمدند و تا اواخر سال ۱۲۹۰ هجری خورشیدی، همزمان با اتمام حجت روسیه و انحلال مجلس دوم بساط این نهاد مولود مشروطه برچیده شد.
دولت اسدالله علم، نخست‌وزیر وقت ایران در ۱۶ مهرماه سال ۱۳۴۱ خورشیدی (۱۹۶۳ میلادی) لایحه انجمن‌های ایالتی و ولایتی را تصویب کرد. در این مصوبه، شرط مسلمان بودن از شرایط انتخاب‌کنندگان و انتخاب‌شوندگان حذف شده بود، انتخاب‌شوندگان می‌توانستند در مراسم تحلیف به یک کتاب آسمانی و نه ضرورتاً قرآن سوگند بخورند و در شرایط انتخاب‌کنندگان و انتخاب‌شوندگان، منعی برای زنان در نظر گرفته نشده بود.
این لایحه بلافاصله با واکنش به شدت منفی روحانیون و اقشار مذهبی مواجه شد. شماری از روحانیون از جمله سید محمدکاظم شریعتمداری، سید محمدهادی میلانی و سید محمدرضا گلپایگانی و در رأس آنان سید روح‌الله خمینی با این لایحه و  انتخاب زنان به شدت مخالفت کردند.
روح‌الله خمینی در ۱۷ مهر ۱۳۴۱ تلگرافی به محمدرضا پهلوی فرستاد و در آن به مفاد تصویب‌نامه اعتراض کرد.
با بی‌اعتنایی حکومت به این اعتراض‌ها، خمینی در یک سخنرانی عمومی پا را فراتر گذاشت و از افزایش حضور اجتماعی زنان انتقاد کرد. او گفت:
 حساب کنید چه کرده‌اید؟ زن‌ها را وارد کردید در ادارات؛ ببینید در هر اداره‌ای که وارد شدند، آن اداره فلج شد. فعلاً محدود است؛ علما می‌گویند توسعه ندهید؛ به استان‌ها نفرستید. زن اگر وارد دستگاهی شد، اوضاع را به هم می‌زند؛ می‌خواهید استقلالتان را زن‌ها تأمین کنند؟! کسانی که شما از آنها تقلید می‌کنید، دارند به آسمان می‌پرند، شما به زن‌ها ورمی‌روید؟
اعتراض روحانیون تا آنجا بالا گرفت که سرانجام اسدالله علم ناگزیر شد در دهم آذرماه، یعنی در کمتر از دو ماه، اعلام کند که لایحه انجمن‌های ایالتی و ولایتی اجرا نخواهد شد.

## تصویب لایحه
روز شانزده مهرماه ۱۳۴۱ روزنامه‌های اطلاعات و کیهان روزنامه‌های عصر تهران با تیتر درشت خبر دادند که:
 «طبق لایحهٔ انجمن‌های ایالتی و ولایتی که در هیئت دولت به تصویب رسید و امروزمنتشر شد، به زنان حق رای داده شده‌است». در این تصویب‌نامه قید اسلام از شرایط انتخاب کنندگان و انتخاب شوندگان برداشته شده و در مراسم سوگند به امانت و صداقت به جای قرآن، کتاب آسمانی آورده شده‌است.

## شروع اعتراضات
شب ۱۶ مهر جلسه‌ای در قم در خانهٔ عبدالکریم حائری برگزار شد که در آن مرتضی آیت‌الله‌زاده حائری (میزبان)، سید محمدرضا گلپایگانی، سید محمدکاظم شریعتمداری و روح‌الله خمینی شرکت داشتند.
خمینی این تصویب‌نامه را دسیسهٔ خطرناکی برای لطمه زدن به اسلام و روحانیت خواند و گفت:
 دولت تصویب‌نامهٔ خلاف شرع صادر می‌کند، به زن‌ها حق رای می‌دهد، نوامیس مسلمین در شرف هتک است، می‌خواهند دختران نجیب ۱۸ ساله را به نظام اجباری ببرند، دختر و پسر در آغوش هم کشتی می‌گیرند، دختران عفیف مردم در مدارس زیر دست مردها درس می‌خوانند، مردم از گرسنگی تلف می‌شوند و آن‌ها برای استقبال از اربابان خود سیصد هزار تومان گل از هلند می‌آورند، قرآن اسلام در خطر است، اسراییل نمی‌خواهد در این مملکت قرآن باشد، خطر امروز بر اسلام کمتر از خطر بنی امیه نیست، اهل منبر را تهدید می‌کنند، اسراییل زراعت و تجارت ما را قبضه کرده‌است، دولت روز ننگین ۱۷ دی را جشن می‌گیرد، به فرقه ضاله همراهی می‌کند، مطبوعات به روحانیون اهانت می‌کنند
پس از مشورت تصمیم گرفته شد که خمینی به همراه تنی چند از علما تلگراف‌هایی برای شاه بفرستند و طی آن مخالفت علما را با تصویب‌نامه مذکور اعلام کرده، خواستار لغو سریع لایحه شوند.

### ۱۷ مهر ۱۳۴۱
تلگراف روح الله خمینی به شاه و مخالفت با دادن حق رای به زنان
روز ۱۷ مهر از طرف آقایان در جلسه تلگراف‌هایی به شاه نوشته شد و لغو فوری تصویب‌نامه را خواستار شدند و تلگراف‌های دیگری به شهرستان‌ها فرستاده شد که در آن دعوت برای مقابله با این تصویب‌نامه صورت گرفت.

روح‌الله خمینی در تاریخ ۱۷ مهر ۱۳۴۱ ضمن تلگرافی به شاه از شرط نشدن اسلام برای رأی دهندگان و دادن حق رأی به زنها اظهار نگرانی کرد:

بسم اللّه الرحمن الرحیم
حضور مبارک اعلیحضرت همایونی
پس از اهدای تحیت و دعا، به‌طوری‌که در روزنامه‌ها منتشر است، دولت در انجمنهای ایالتی و ولایتی، «اسلام» را در رأی‌دهندگان و منتخبین شرط نکرده؛ و به زنها حق رأی داده‌است؛ و این امر موجب نگرانی علمای اعلام و سایر طبقات مسلمین است. بر خاطر همایونی مکشوف است که صلاح مملکت در حفظ احکام دین مبین اسلام و آرامش قلوب است. مستدعی است امر فرمایید مطالبی را که مخالف دیانت مقدسه و مذهب رسمی مملکت است از برنامه‌های دولتی و حزبی حذف نمایند تا موجب دعاگویی ملت مسلمان شود.

الداعی: روح‌اللّه الموسوی
شاه به تلگراف خمینی و دیگر علما بعد از یک هفته این گونه پاسخ داد:
«جناب مستطاب حجت الاسلام دامت افاضاته؛ تلگراف جنابعالی واصل شد و از ادعیه خالصانه ای که اظهار داشته‌اید، خوشوقتی و امتنان داریم، پاره ای از قوانین که از طرف دولت صادر می‌شود چیز تازه ای نیست و یادآور می‌شویم که ما بیش از هر کس در حفظ شعائر دینی کوشا هستیم و این تلگراف برای دولت ارسال می‌شود، ضمناً توجه جنابعالی را به وضعیت زمانه و تاریخ و همچنین به وضع سایر ممالک اسلامی دنیا جلب می‌نمایم. توفیقات جناب مستطاب را در ترویج مقررات اسلامی و هدایت افکار عوام خواهانیم. ۲۳ مهر ۱۳۴۱ شاه»

### ۲۸ مهر ۱۳۴۱
۲۸ مهر ماه تلگرافی از طرف آقایان علما به اسدالله علم، نخست‌وزیر وقت، فرستاده شد که متن آن چنین است:
 مطمئن باشید تخلف از قوانین اسلام و قانون اساسی و قوانین موضوعه مجلس شورا، برای شخص جنابعالی و دولت ایجاد مسئولیت شدید در پیشگاه مقدس خداوند قادر قاهر و نزد ملت مسلمان و قانون خواهد کرد… علمای اعلام ایران و اعتاب مقدسه و سایر مسلمین، در امور مخالف با شرع ساکت نخواهند ماند

### ۱۵ آبان ۱۳۴۱
روح‌الله خمینی دو تلگراف به شاه و اسدالله علم مخابره کرد که بخشی از تلگراف به شاه چنین بود:
 … آقای علم گمان کرده با تبدیل کردن قرآن مجید به کتاب آسمانی، ممکن است قرآن کریم را از رسمیت انداخت و اوستا و انجیل و بعضی کتاب ضاله و بعضی کتب را قرین آن یا به جای آن قرار داد. … این جانب به حکم خیرخواهی برای ملت اسلام، اعلیحضرت را متوجه می‌کنم به این که اطمینان نفرمایید به عناصری که با چاپلوسی و اظهار چاکری و خانه زادی، می‌خواهند تمام کارهای خلاف دین و قانون را کرده به اعلیحضرت نسبت دهند و قانون اساسی را که ضامن ملیت و سلطنت است با تصویبنامهٔ خائنانه و غلط از اعتبار بیندازند. .... از قوانین وخیمهٔ تخلف از قرآن و احکام علمای ملت و زعمای مسلمین و تخلف از قانون بترسید و بدون جهت مملکت را به خطر نیندازید والا علمای اسلام دربارهٔ شما از اظهار عقیده خودداری نخواهند کرد.

### ۱۸ آبان ۱۳۴۱
۱۸ آبان ماه اسدالله علم در رادیو اعلام کرد:
 به قوای انتظامی دستور اکید داده شده هرگونه اخلال گری را شدیداً سرکوب نمایند… چرخ زمان به عقب برنمی‌گردد و دولت از برنامه اصلاحی که در دست دارد عقب‌نشینی نمی‌کند.

فردای آن روز فلسفی واعظ، در مسجد ارگ تهران، به تهدید اسدالله علم و حمله به تصویب‌نامه دولت پرداخت. 

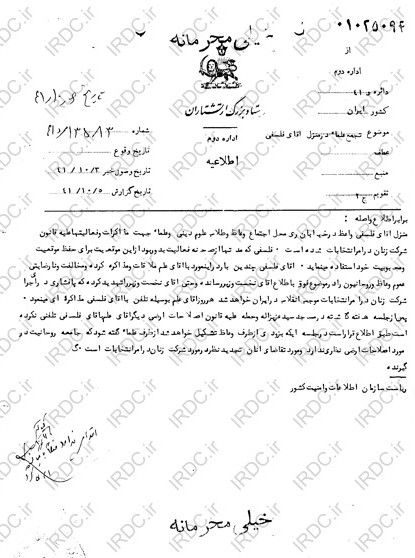
نامه دربارهٔ محمد تقی فلسفی

## تلگراف‌ها میان علما، شاه و اعلم
از جمله کسانی که به محمدرضا شاه نامه نوشتند می‌توان از روح‌الله خمینی، محمدرضا گلپایگانی، سید محمدهادی میلانی، سید محمدکاظم شریعتمداری نام برد. 

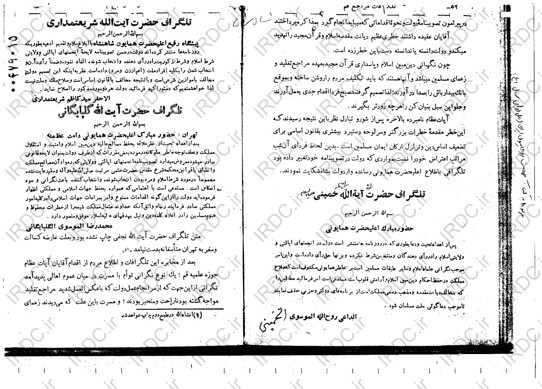
نامهٔ علما به شاه

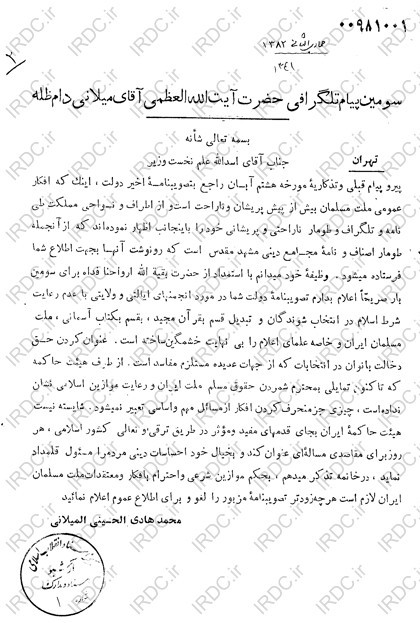
سومین نامهٔ سید محمدهادی میلانی

محمدرضا گلپایگانی از جلمه مراجعی بود که طی تلگرافی برای شاه مخالفت خود را نسب به این لایحه بدین شرح نوشت:
"... از نظر علاقه به حفظ مصالح عالیه دین مبین اسلام و امنیت و استقلال مملکت و عطف توجه خاص مملوکانه در مورد بعض مقررات که از طرف دولت به عنوان لایحه قانونی صادر می‌شود معروش می‌دارد تصویب نامه لایحه انجمن‌های ایالتی و ولایتی که در مواد آن مصالح مملکت و انطباق با قوانین محکمه شرع مقدس حضرت ختمی مرتبت صلی الله علیه و آله و سلم رعایت نشده مخصوصاً در مورد شرط اسلام و مرد بودن انتخاب‌کننده و انتخاب شونده باعث نگرانی و سوء انعکاس است مستدعی است با اهتمامی که همواره به حفظ جهات اسلامی و مملکتی اظهار فرموده‌اید دولت را از این گونه اقدامات ممنوع و امر به مراعات جهات اسلامی را در کلیه امور مملکتی صادر فرمایید…"
سید محمدهادی میلانی نیز در سومین تلگراف خود به اسدالله علم چنین می‌نویسد:
«پیرو پیام قبلی و تذکارنهٔ مورخه هشتم آبان راجع به تصویب‌نامه اخیر دولت، اینک که افکار عمومی ملت مسلمان بیش از پیش پریشان و ناراحت است و از اطراف و نواحی مملکت طی نام و تلگراف و طومار ناراحتی و پریشانی خود را به اینجانب اظهار نموده‌اند که از آنجمله طومار اصناف و نامه مجامع دینی مشهد است که رونوشت آن به جهت اطلاع شما فرستاده می‌شود، وظیفه خود می‌دانم با استمداد از حضرت بقیةالله ارواحنافدا و برای سومین بار صریحاً اعلام بدارم تصویب‌نامه دولت شما در مورد انجمن‌های ایالتی و ولایتی با عدم رعایت شرط اسلام در انتخاب شوندگان و تبدیل قسم به قرآن مجید به قسم به کتاب آسمانی ملت مسلمان ایران را خاصه علمای اعلام را بی‌نهایت خشمیگین ساخته‌است. عنوان کردن حق دخالت بانوان در انتخابات که از جهات عمده مستلزم فساد است از طریق هیئت حاکمه که تاکنون تمایلی به محترم شمردن حقوق مسلم ملت ایران نشان نداده‌است چیزی جزء منحرف کردن افکار از مسائل مهم و اساسی تعبیر نمی‌شود شایسته نیست هیئت حاکمه ایران به جای قدم‌های مفید و مؤثر در طریق ترقی و تعالی کشور اسلامی هر روز برای مقاصدی مسئله‌ای عنوان کند و به خیال خود احساسات دینی مردم را مسئول قلمداد نماید. در خاتمه تذکر می‌دهم یحکم موازین و احترام به افکار و معتقدات مسلمان ملت لازم است هرچه زودتر تصویبنامه مزبور را لغو و برای اطلاع عموم اعلام نمائید.»
سید محمدکاظم شریعتمداری نیز در تلگرافی " الغاء " شرط " اسلام " و " ذکوریت " را مخالف موازین شرعی، اعلام کرد و در نتیجه آن را مخالف قانون اساسی دانست.
شاه پس از یک هفته در پاسخ به مراجع قم، تلگرافی را به این شرح مخابره کرد:
«کاخ سعد آباد – قم – شماره ۳۰۵ ک ۹۰ ت ۲۴/۷
جناب مستطاب حجت‌الاسلام دامت افاضاته

تلگراف جنابعالی واصل شد و از ادعیهٔ خالصانه‌ای که اظهار داشته‌اید، خوشوقتی و امتنان داریم، پاره‌ای از قوانین که از طرف دولت صادر می‌شود چیز تازه‌ای نیست و یادآور می‌شویم که ما بیش از هر کس در حفظ شعائر دینی کوشا هستیم و این تلگراف برای دولت ارسال می‌شود، ضمناً توجه جنابعالی را به وضعیت زمانه و تاریخ و همچنین به وضع سایر ممالک اسلامی دنیا جلب می‌نمایم. توفیقات جناب مستطاب را در ترویج مقررات اسلامی و هدایت افکار عوام خواهانیم. ۲۳ مهر ۱۳۴۱ شاه.»

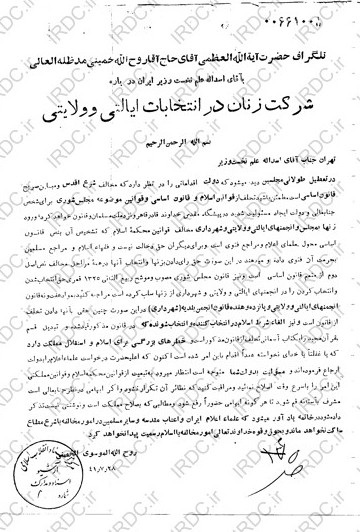
نامهٔ خمینی به علم

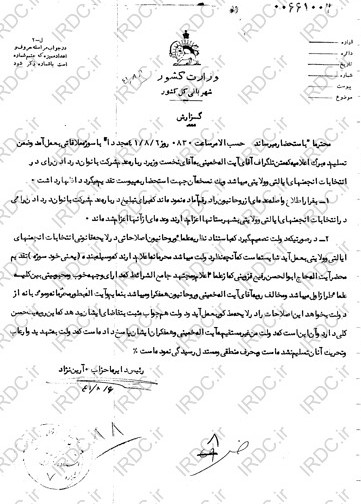
نامهٔ دایره احزاب شهربانی کل کشور در خصوص تلگراف خمینی به اسدالله علم نخست‌وزیر

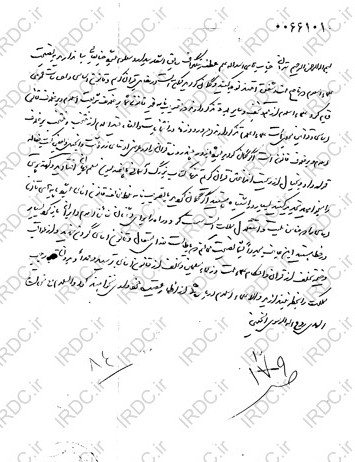
در تلگرافی دیگری به علم

پس از وصول تلگراف شاه، جلسهٔ مشترک مراجع و علمای قم تشکیل شد و تصمیم گرفتند تلگراف‌هایی به علم مخابره کنند. خمینی در تاریخ ۱۳۴۱/۷/۲۸ تلگرافی برای اسدالله علم در خصوص انجمن‌های ایالتی و ولایتی به شرح ذیل می‌فرستد:
«تهران جناب آقای اسدالله علم تعطیل طولانی مجلسین دیده می‌شود که دولت اقداماتی را در نظر دارد که مخالف شرع اقدس و مباین صریح قانون اساسی است مطمئن باشید تخلف از قوانین اسلام و قانون اساسی و قوانین موضوعه مجلس شوری برای شخص جنابعالی و دولت ایجاد مسئولیت شدید در پیشگاه مقدس خداوند قادر قاهر و نزد ملت مسلمان و قانون خواهد کرد. ورود زنان به مجلسین و انجمن‌های ایالتی و ولایتی و شهرداری مخالف قوانین محکم اسلام که تشخیص آن به نص قانون اساسی محول به علمای اعلام و مراجع فتواست و برای دیگران حق دخالت نیست و فقهاء اسلام و مراجع مسلمین به حرمت آن فتوا داده و می‌دهند در این صورت حق رأی دادن به زنها و انتخاب آن‌ها در همه مراحل مخالف نص اصل دوم از متمم قانون اساسی است… و نیز قانون مجلس… انتخاب کردن در انجمن‌های ایالتی و ولایتی و شهرداری را از زنان سلب کرده‌است…»
خمینی در ادامه به اسدالله علم گوش زد می‌کند که تبدیل سوگند به قرآن به کتب آسمانی تخلف از قانون اساسی است و تهدیدی برای اسلام و استقلال مملکت است؛ و در پایان یادآور می‌شود که:
«علما اعلام ایران و اعتاب مقدسه و سایر مسلمین در امور مخالفه با شرع مطاع ساکت نخواهند ماند و به حول و قوه خداوند تعالی امور مخالفه با اسلام رسمیت پیدا نخواهد کرد»
دایره احزاب شهربانی کل کشور در خصوص تلگراف خمینی به اسدالله علم نخست‌وزیر مبنی بر اعتراض به شرکت زنان در انتخابات انجمنهای ایالتی و ولایتی به دلیل مخالفت قوانین مذکور با شرع اسلام و قانون اساسی اعزام روحانیون به شهرستان‌ها و پیشنهاد به اصلاح لایحه مذکور مطابق با نظر ابوالحسن رفیعی قزوینی گزارش می‌دهد که:
«محترماً به استحضار می‌رساند که حسب‌الامر ساعت ۸:۳۰ روز ۱۳۴۱/۸/۶ مجدداً با سوژه ملاقاتی به عمل آمده و ضمن تسلیم ده برگ اعلامیه که متن تلگرافی آقای آیت‌الله خمینی به آقای نخست‌وزیر دربارهٔ عدم شرکت به بانوان در دادن رأی در انتخابات انجمن‌های ایالاتی و ولایتی می‌باشد و یک نسخه آن جهت استحضار به پیوست تقدیم می‌گردد اظهار داشت.
۱- بقرار اطلاع واصله عده‌ای از روحانیون را آماده نموده‌اند که برای تبلیغ عدم شرکت بانوان در دادن رأی در انتخابات انجمن‌های ایالتی و ولایتی به شهرستان‌ها اعزام دارند و عده‌ای از آنان اعزام شده‌اند
۲- در صورتی که دولت تصمیم بگیرد که باستناد نظریه علما و روحانیون اصلاحاتی در لایحه قانونی انتخابات انجمن‌های ایالتی و ولایتی به عمل آید شایسته‌است که آنچه نظریه دولت می‌باشد محرمانه اعلام دارند به وسیله بنده (یعنی خود سوژه) تقدیم محضر آیت‌الله ابوالحسن رفیعی قزوینی که از علما اعلام و مجتهدین جامع‌الشرایط که داری وجه خوب و محبوبیتی بین کلیه علما طراز اول می‌باشد و مخالف رویه آقای آیت‌الله خمینی و روحانیون همفکر او می‌باشد بنمایم و آیت‌الله به‌طور محرمانه و مؤدبانه از دولت بخواهد این اصلاحات را در لایحه مذکور به عمل آید و دولت هم جواب مثبت به تقاضای ایشان بدهد که این رویه یک حسن کلی دارد و آن این است که دولت من غیر مستقیم به آیت‌الله خمینی و همفکران ایشان پاسخ داده‌است که دولت به تهدید و ارعاب و تحریک آنان تسلیم نشده‌است و به حرف منطقی و مستدل رسیدگی نموده‌است. رئیس دایره احزاب. آریرین نژاد ۱۳۴۱/۸/۶»
در تلگرافی دیگری به علم اعلام می‌دارد که:
«جناب آقای اسدالله علم عطف به تلگراف سابق اشعار می‌دارد معلوم می‌شود شما بنا ندارید به نصیحت علما اسلام که ناصح ملت و مشفق امتند توجه کنید و گمان کردید ممکن است در مقابل قرآن کریم و قانون اساسی و احساسات عمومی مردم قیام کرد علما اعلام قم و نجف و سایر بلاد تذکر دادند که تصویبنامه غیرقانونی شما برخلاف شریعت اسلام و برخلاف قانون اساسی و قوانین مجلس است علما اعلام تذکر داده‌اند که ورود زن‌ها در انتخابات و الغا قید اسلام از منتخب و منتخب برخلاف اسلام و برخلاف قانون است اگر گمان کردید می‌شود با زور چند روز قرآن کریم را در عرض اوستای زرتشت و انجیل و بعضی کتب ضاله قرار داد و به خیال از رسمیت دادن قرآن کریم (که تنها کتاب بزرگ آسمانی چند صد میلیون مسلمان جهان) افتاده‌اید و کهنه پرستی را می‌خواهید تجدید کنید بسیار در اشتباه هستید اگر گمان کردید با تصویب‌نامه غلط و مخالف قانون اساسی می‌شود پایه‌های قانون اساسی را که ضامن ملیت استقلال مملکت است سست کرد و راه را برای دشمنان خائن اسلام و ایران باز کرد بسیار در خطا هستید اینجانب مجدداً به شما نصیحت می‌کنم که به اطاعت از خدای متعال و قانون اساسی گردن نهیدو از عواقب وخیمه تخلف از قرآن و احکام علما ملت و زعماء مسلمین و تخلف از قانون اساسی بترسید و عمداً و بدون موجب مملکت را به خطر نیندازید و الا علما اسلام دربارهٔ شما از اظهار نظر خودداری نخواهند کرد.» والسلام علی من اتبع الهدی. روح‌الله الموسوی الخمینی.

## اعتراض در مساجد
سخنرانی محمدتقی فلسفی در مسجد ارک تهران در مورد ماهیت مصوبه دولت در زمینه انجمن‌های ایالتی و ولایتی به یک گردهمایی سیاسی علیه دولت وقت تبدیل شد.

## فرجام
مبارزهٔ پیگیر خمینی، مراجع تقلید و دیگر علما سرانجام شاه و دولت را وادار به عقب‌نشینی و اعلام لغو تصویب‌نامه کرد.
۷ آذر ماه ۱۳۴۱ هیئت دولت تصویب کرد که تصویب‌نامه ۱۴ مهر ماه قابل اجرا نخواهد بود و رئیس دولت تلگراف‌هایی به گلپایگانی، نجفی و شریعتمداری فرستاد.
روز ۱۰ آذر روزنامه‌های تهران نوشتند:
... در هیئت دولت تصویب شد که تصویب‌نامه مورخه ۱۴ مهر ۱۳۴۱ قابل اجرا نخواهد بود…

با انتشار این خبر اهالی قم برای تبریک گفتن به سوی خانه‌های علما رفتند و برخی از روحانیون مردم را به برگزاری جشن و چراغانی دعوت کردند. خمینی دستور داد که چراغانی و پرچم زدن ممنوع گردد و علمایی را که می‌خواستند برای اسدالله علم تلگراف سپاس بفرستند تهدید کرد که مردم را علیه آن‌ها خواهد شوراند. روز بعد خمینی اعلامیه‌ای به صورت استفتا اصناف قم صادر کرد که در آن صدور تصویب‌نامه جدید که تصویب‌نامه قبلی را رسماً لغو شده اعلام کند خواستار شد. در این اعلامیه آمده‌است:
 … اینجانب حسب وظیفهٔ شرعیه به ملت ایران و مسلمین جهان اعلام خطر می‌کنم. قرآن کریم و اسلام در معرض خطر است، استقلال مملکت و تمام اقتصاد آن در معرض قبضهٔ صهیونیسم است … و مدتی نخواهد گذشت که با این سکوت مرگبار مسلمین، تمام اقتصاد این مملکت را با تأیید عمال خود قبضه می‌کنند و ملت مسلمان رااز هستی در تمام شئون ساقط می‌نمایند… ملت مسلمان تا رفع این خطرها نشود سکوت نمی‌کنند.
اینجا بود که خمینی نشان داد که تنها با لغو تصویب‌نامه ساکت نمی‌شود.
در قسمتی از یکی گزارش‌های ساواک دربارهٔ پیامدهای این تصویب از زبان محمد تقی فلسفی آمده‌است:
«آقای فلسفی که چندین مورد با آقای علم ملاقات و مذاکره کرده و مخالف و نارضایتی عموم وعاظ و روحانیون را در موضوع فوق به اطلاع آقای نخست‌وزیر رسانده و حتی آقای نخست‌وزیر را تهدید کرده که پافشاری در اجرای شرکت زنان در امر انتخابات موجب انقلاب در ایران خواهد شد…»
در یکی از گزارش‌های ساواک با عنوان " بازی‌های سیاسی انگلیس‌ها و آمریکایی‌ها " و علت مخالفت نکردن جبهه ملی با جریان انجمن‌های ایالتی و ولایتی آمده‌است که:
«آقای نقاش زاده دانشجوی دانشگاه در مسجد ارگ گفت علت شرکت نکردن جبهه ملی علیه انجمن‌های ایالتی و ولایتی و انتخاب زنان بیشتر برای تحریکات سیاست انگلستان علیه آمریکایی‌ها بوده‌است و نیز جبهه ملی نسبت به فلسفی نظر خوبی ندارد چون فلسفی واعظ در روضه ۲۸ مرداد در مدرسه عالی شپهسالار علیه مصدق سخنرانی مفصلی کرد و روی این موضوعات خواستند اقدامات حادی بکنند.»
این حرکت هماهنگ علما که به نهضت دوماههٔ روحانیون شهرت یافت، اولین پیروزی سیاسی روحانیون ایران به رهبری خمینی بعد از کودتای ۲۸ مرداد بود. برخی از علمای قم این اقدام را کافی دانستند، اما خمینی به تشریح اهداف پشت پردهٔ رژیم پهلوی پرداخت و ماهیت دخالت آمریکا و صهیونیسم را در امور مملکت افشا کرد. ابعاد و عمق مبارزات خمینی فراتر از لغو تصویب‌نامه بود. او در اعلامیه‌ها و سخنرانی بعدی خود اعلام خطر کرد که اسلام و استقلال مملکت و اقتصاد ایران در معرض توطئهٔ صهیونیست هاست و تا رفع این خطرها نباید از پا نشست. خمینی قصد داشت با استفاده از فرصت به وجود آمده مبارزهٔ دامنه‌داری را برای سرنگونی رژیم شاه و قطع سلطهٔ آمریکا و اسرائیل و تشکیل حکومت مستقل و مردمی پایه‌ریزی کند.

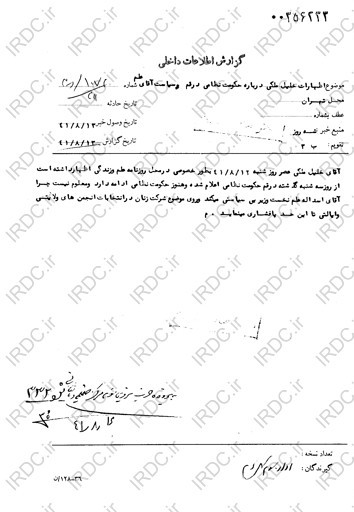
نامه ساواک تهران در خصوص اظهارات خلیل ملکی

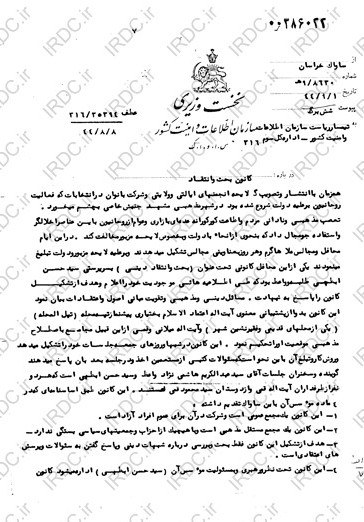
نامه ساواک خراسان نیز در خصوص تأسیس " کانون بحث و انتقاد دینی "

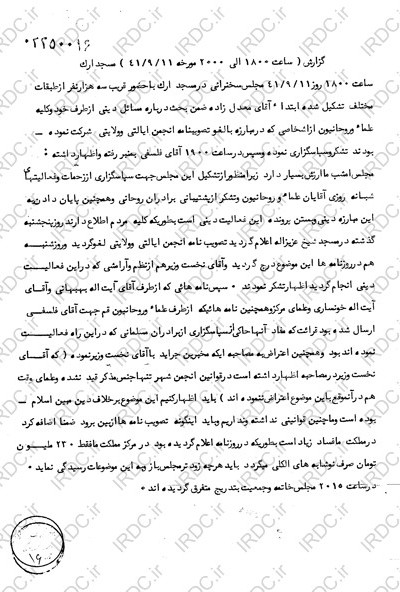
در گزارشی در خصوص سخنرانی و اظهارات آقای فلسفی دربارهٔ تشکر از علما و روحانیون به دلیل مبارزه با این لایحه و لغو آن آمده‌است

 مدتی از از تلگراف خمینی و سایر مراجع به نخست‌وزیر گذشت و پاسخی نیامد، علم می‌خواست با سکوت قضیه را به دست فراموشی بسپارد اما پافشاری روحانیون و مردم بیش از آن بود که علم تصور می‌کرد. وعاظ معروف قم در مجالس مختلف سخن خود را به اعتراض به دولت می‌کشاندند و به مردم مذهبی هشدار می‌دادند که که تغییر سوگند به قرآن به سوگند به کتاب آسمانی و حذف شرط اسلام نشان از توطئه‌ای برای دین زدایی است؛ و سید محمدباقر حکیم نیز در مورد انجمن‌های ایالتی و ولایتی عکس‌العملی نشان داد و طی یک تلگراف به سید عبدالله بهبهانی اعلام کرد که به اولیاء امور ابلاغ کنید که از تصویب این گونه قوانین کافره که برخلاف قوانین مقدسهٔ اسلام و مذهب حقّه جعفری است خودداری نماید.
ساواک تهران در خصوص اظهارات خلیل ملکی راجع به اعلام حکومت نظامی در شهر قم و سیاست غلط اسدالله علم (نخست‌وزیر) در پافشاری بر اجرای لایحه انجمنهای ایالتی و ولایتی و شرکت زنان در انتخابات چنین گزارش می‌دهد:
«آقای خلیل ملکی عصر روز شنبه ۱۳۴۱/۸/۱۲ به‌طور خصوصی در محل روزنامه علم و زندگی اظهار داشته‌است از روز سه شنبه گذشته در قم حکومت نظامی اعلام شده و هنوز حکومت نظامی ادامه دارد و معلوم نیست چرا آقای اسدالله علم نخست‌وزیر بی‌سیاستی می‌کند و روی موضوع شرکت زنان در انتخابات انجمن‌های ایالتی و ولایتی تا این حد پافشاری می‌نماید.»
ساواک خراسان نیز در خصوص تأسیس " کانون بحث و انتقاد دینی " در مشهد و تبلیغات این کانون علیه تصویب لایحه انجمنهای ایالتی و ولایتی و شرکت زنان در انتخابات و دعوت از مردم و بازاریان به مخالفت با لایحه مزبور به شرح زیر گزارش می‌دهد:
«همزمان با انتشار و تصویب لایحه انجمن‌های ایالتی و ولایتی و شرکت بانوان در انتخابات که فعالیت دولت علیه دولت شروع شده بود. در شهرمذهبی مشهد جنبش خاصی به چشم می‌خورد. تعصب مذهبی و نادانی مردم و اطاعت کورکورانه عده‌ای بازاری و مردم از روحانیون به این عناصر اخلال گر و استفاده جو مجال داد که به نحوی از انحاء با دولت و بخصوص لایحه مزبور مخالفت کند. در این ایام محافل و مجالس ملاها گرم و هروز با عناوینی مجلس تشکیل می‌دهند و علیه این لایحه مزبور و دولت تبلیغ می‌نمودند یکی از محافل کانونی با عنوان بحث و انتقاد دینی… بود…»
تلگرافها و نامه‌های سرگشاده اعتراض علما به شاه و اسدالله علم، موجی از حمایت اقشار مختلف مردم را در پی داشت، با وجود این، دامنه قیام رو به فزونی نهاد. در تهران، قم، و برخی شهرهای دیگر بازارها تعطیل و مردم در مساجد به حمایت از حرکت علما گرد آمدند. نخست‌وزیر دست به فریب کاری زد و در پنجم آذر تلگرافی به مراجع قم مخابره کرد و اعلام کرد که تصویب نامهٔ مورخه ۱۳۴۱/۷/۱۴ قابل اجرا نخواهدبود. خمینی در نشست با علمای قم مجدداً بر مواضع خویش پای فشرد و لغو مصوبه در پشت درهای بسته را کافی ندانست در نتیجه روز ۱۰ آذر ۱۳۴۱ خبر لغو لایحه انجمنهای ایالتی و ولایتی در روزنامه‌های دولتی منعکس شد؛ و علم مجبور شد طی مصاحبه‌ای مطبوعاتی لغو تصویب لایحه در هیئت دولت را اعلام کند، اطلاعات عصر آن روز با تیتر بزرگ از قول نخست‌وزیر نوشت: تصویب‌نامه انجمن‌های ایالتی و ولایتی اجرا نمی‌شود.
در گزارشی در خصوص سخنرانی و اظهارات آقای فلسفی دربارهٔ تشکر از علما و روحانیون به دلیل مبارزه با این لایحه و لغو آن آمده‌است:
«... مجلس امشب ارزش بسیار دارد زیرا منظور از تشکیل این مجلس جهت سپاسگزاری از زحمات و فعالیت‌های شبانه‌روزی آقایان علما و روحانیون وتشکر از پشتیبانی برادران روحانی و همچنین پایان دادن به این مبارزه دینی و بستن پرونده این فعالیت دینی است به‌طوری‌که کلیه مردم اطلاع دارند روز پنج شنبه گذشته در مسجد شیخ عزیزالله اعلام گردید تصویب‌نامه انجمن‌های ایالتی و ولایتی لغو گردید و روز شنبه هم این از روزنامه‌ها این موضوع درج گردید سپس نامه‌هایی که از طرف آقای آیت‌الله بهبهانی و آقای آیت‌الله خوانساری و علمای مرکز و همچنین نامه هائیکه از طرف علما و روحانیون قم جهت آقای فلسفی ارسال شده بود قرائت که مفاد آن‌ها حاکی از سپاسگزاری از برادران مسلمانی که در این راه مبارزه نموده‌اند بود…»